# Деметрий II Никатор
Деметрий II Никатор (Δημήτριος Β` Νικάτωρ, гр. „Победител“) е владетел от династията на Селевкидите, син на Деметрий I Сотер и Лаодика V. Управлява два пъти: от 147 пр.н.е. до 138 пр.н.е. и втори път от 129 пр.н.е. до 126 пр.н.е..
Деметрий II се възкачва на трона с подкрепата на наемници от Крит с чиято помощ прогонва Александър I Балас от Сирия. Малолетният Деметрий II е поддържан от египетския цар Птолемей VI Филометор, който жени младия цар за дъщеря си Клеопатра Теа. Птолемей обаче загива при нещастен случай по време на последната битка срещу Александър Балас, без да успее да се възползва от влиянието си в Сирия.

### Първо царуване
Смятан за протеже на Птолемеите, Деметрий II е непопулярен сред поданиците си. Грабежите на критските наемници скоро предизвикват бунт сред населението на Антиохия, което се обявява против Деметрий II. Бунтът е потушен в кърваво клане, но след това, в 145 пр.н.е. градът е завладян от военачалника Диодот Трифон, поддържащ за цар Антиох VI Дионисий, малолетния син на Александър Балас. Неспособен да възвърне столицата Антиохия под своята власт, Деметрий II се оттегля в Селевкия. В 142 пр.н.е. Диодот детронира малолетния Антиох VI и на свой ред се обявява за независим цар в Сирия.
По време на междуособиците, източните сатрапии – Медия, Вавилония и Елам, падат под властта на Партското царство. През 138 пр.н.е. Деметрий II предприема поход срещу партите, които нападат Месопотамия. В хода на кампанията Деметрий II търпи поражение и попада в плен на партския цар Митридат I, при когото остава в следващите години като заложник. Митридат I осуетява опитите на Деметрий да избяга и го оженва за дъщеря си Родогуна, за да го обвърже с политическите си намерения.

### Второ царуване
Докато Деметрий II се намира в плен, Селевкидската държава е оглавена от братът на Деметрий – Антиох VII Сидет, който в 129 пр.н.е. предприема нов поход срещу партите, но в крайна сметка търпи поражение и загива. Междувременно Деметрий II е пуснат от плен с цел да се предизвикат нови междуособици между селевкидските претенденти.
Макар че Деметрий отново се установява на трона, той няма никаква популярност и второто му властване е по-кратко и неуспешно от първото. В 126 пр.н.е. Деметрий II търпи поражение във войната срещу Птолемей VIII и неговата марионетка - претендента Александър II Забинас. След поражението му при Дамаск Деметрий II бил изоставен от армията си и убит докато се опитвал да избяга с кораб от пристанището на град Тир.